# Bardowick
Bardowick is een gemeente in de Duitse deelstaat Nedersaksen. De gemeente maakt deel uit van de Samtgemeinde Bardowick in het Landkreis Lüneburg, en is daarvan de hoofdplaats en het bestuurscentrum. Bardowick telt 7.054 inwoners.

## Geografie, infrastructuur
Bardowick ligt 5 km ten noorden van de stad Lüneburg aan de westoever van het riviertje Ilmenau, dat op de laagste 28 km vanaf Lüneburg tot aan zijn monding in de Elbe, dus ook hier, voor kleine vrachtschepen bevaarbaar is. Tussen Bardowick en Lüneburg ligt Goseburg-Zeltberg, een grote stadswijk van Lüneburg, die voor een groot deel uit bedrijventerreinen bestaat.
De belangrijkste hoofdverkeersweg is de Autobahn A39 vanuit de zuidoostelijke voorsteden van Hamburg zuidoostwaarts, die bij Bardowick overgaat in de Bundesstraße 4. Iets ten westen van Bardowick kruist deze Autobahn de Bundesstraße 404 op afrit 5 (Kreuz Handorf).
Bardowick heeft, ten zuidwesten van het centrum, een klein station aan de spoorlijn van Station Hamburg-Harburg naar Station Lüneburg, dat slechts 5½ kilometer van Bardowick vandaan ligt.

## Economie
Bardowick heeft in hoofdzaak het karakter van een woonforensengemeente, een noordelijke voorstad van Lüneburg. De eeuwenoude traditie van groententeelt is bewaard gebleven in de vorm van de verbouw van asperges en wortelen. De vuilnisstortplaats van Lüneburg, gekoppeld aan een groot bodemsaneringsbedrijf, ligt ten noorden van Bardowick binnen de gemeentegrenzen.

## Geschiedenis

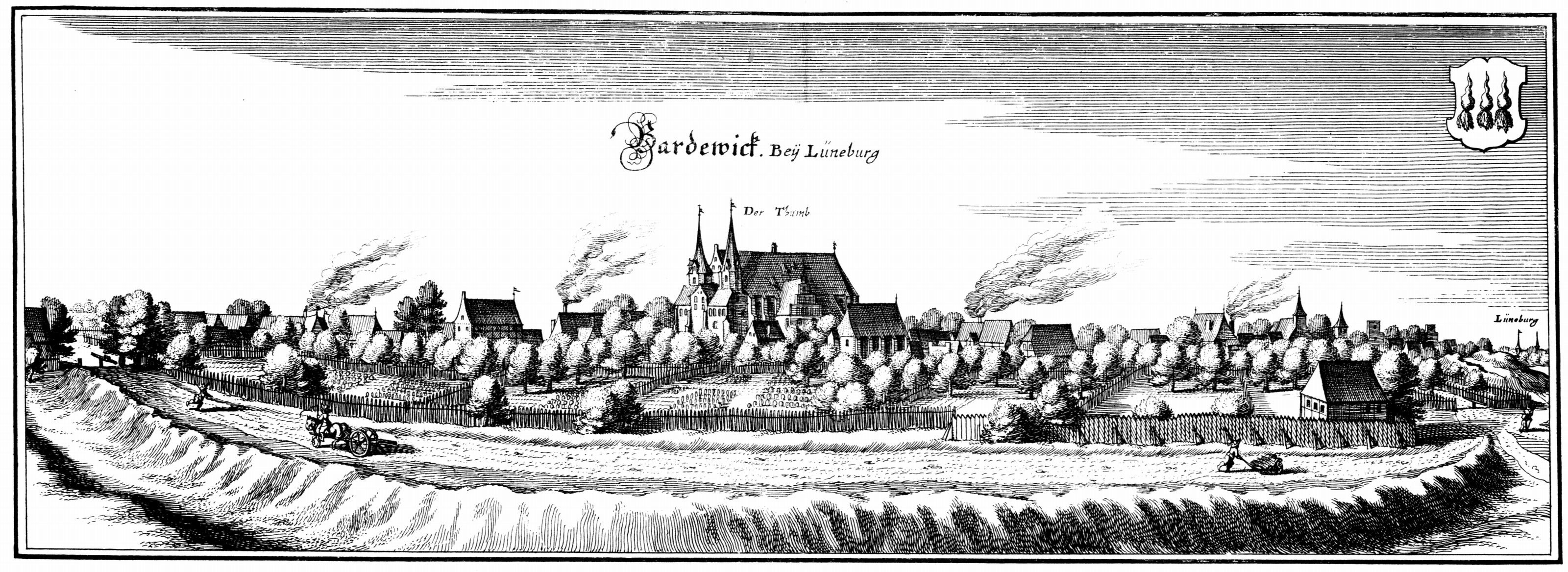
Bardowick, Merian-prent uit 1654. Rechts op de achtergrond ligt Lüneburg.
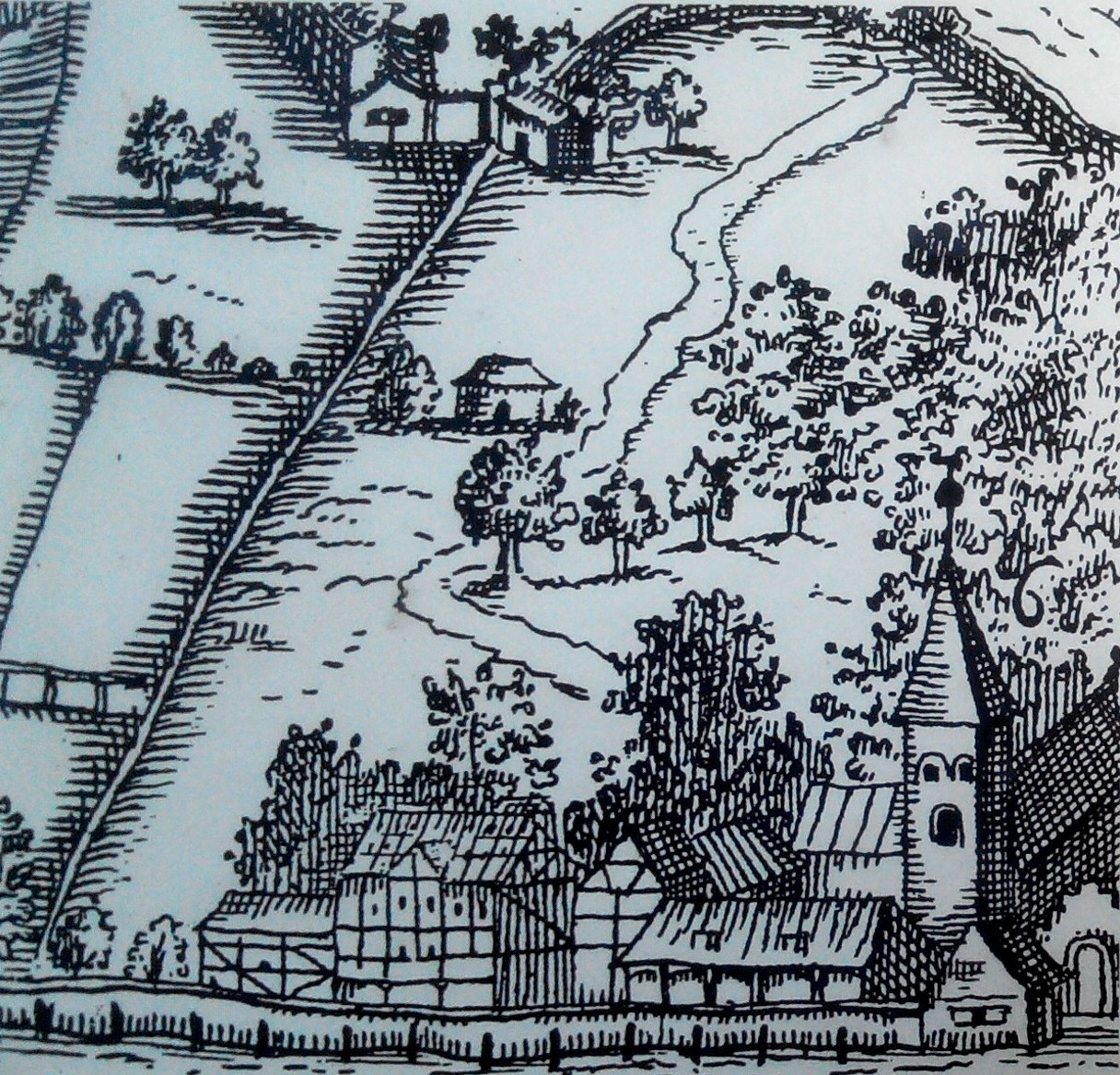
De Nikolaihof op een kaart uit 1588
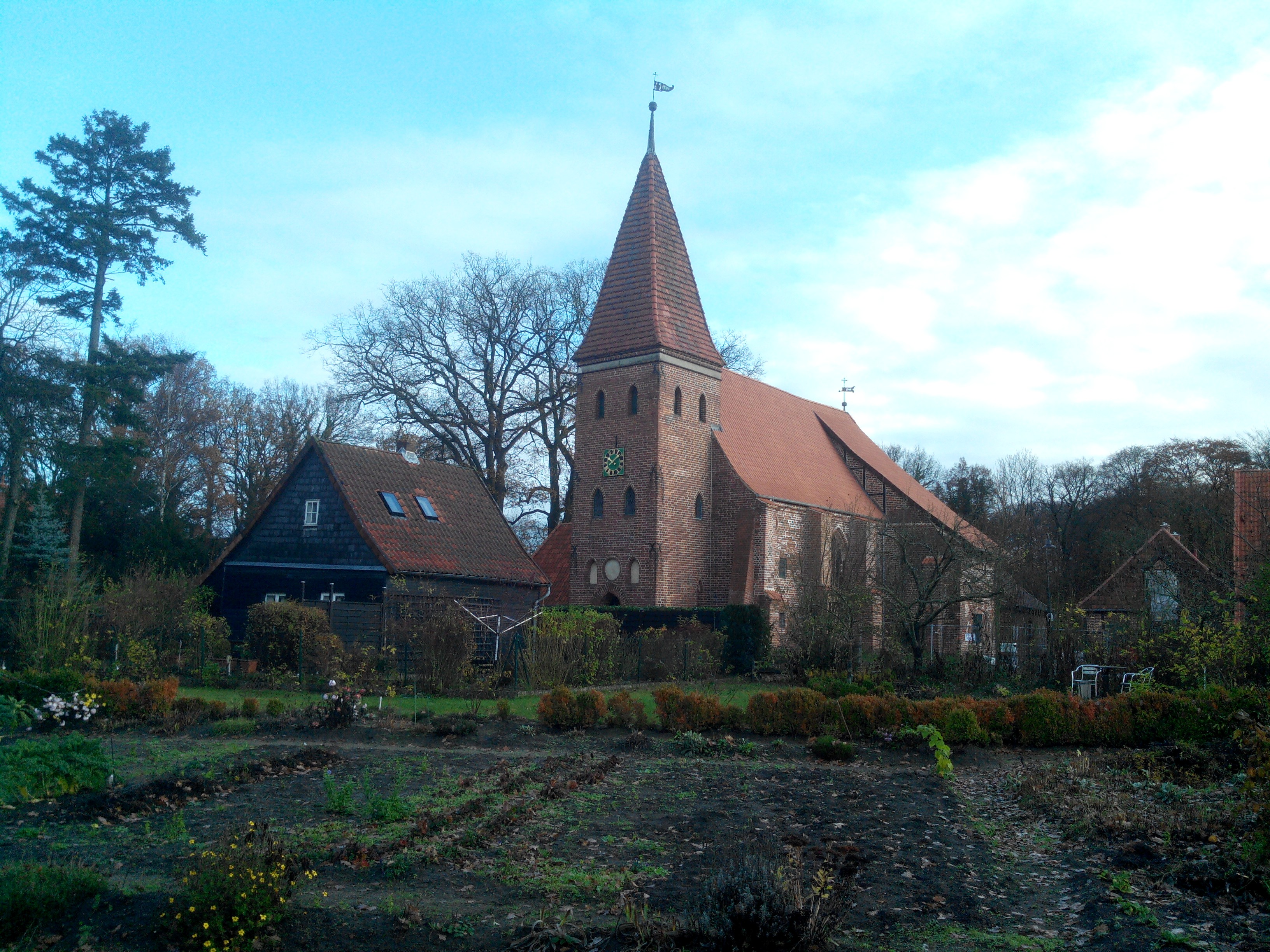
Nikolaihof met kapel (thans evang.-lutherse St. Nicolaaskerk)

Bardowick is een van de oudste steden in Nedersaksen, het was de hoofdstad van de Bardengouw. De naam Bardengouw kan afgeleid zijn van die van het volk der Longobarden, dat in de 3e of 4e eeuw hier leefde. Een groep Longobarden, aldus deze hypothese, kan ervoor gekozen hebben, niet met hun volksgenoten verder te trekken, maar hier te blijven. Bewezen is dit echter niet. Een andere verklaring van de plaatsnaam is die van de hand van de Duitse etymoloog Hans Bahlow, die uitgaat van een oud Germaans woord bard/bart, dat moeras betekende. Bardowick was, sinds Karel de Grote in 805 de plaats aanwees als handelscentrum voor zout en wapens (het lag op de grens van de woongebieden van Germaanse en Slavische volkeren), een belangrijk handelscentrum in de middeleeuwen, o.a. als stapelplaats voor zout. In 951 verleende Keizer Otto I aan Herman Billung de waardigheid van stadhouder van Bardowick, en in 972 verleende de keizer aan Bardowick stadsrechten. Het in de 10e eeuw ommuurde stadsgebied had een voor die tijd forse omvang: 1700 × 750 meter.
In de loop van de 12e eeuw verloor Bardowick zijn handelsmonopolies aan het concurrerende Lübeck. In 1142 was Hendrik de Leeuw hertog van Saksen geworden, en deze zag in Lübeck een geschiktere locatie voor scheepvaart en langeafstandshandel dan Bardowick. De Ilmenau was in die tijd juist tot aan Lüneburg, stroomopwaarts van Bardowick, bevaarbaar voor de grote schepen van die tijd, en van Lüneburg voer men direct door naar Lübeck. Toen het Hertogdom Saksen in 1181, toen Hendrik de Leeuw in de rijksban gedaan was, aan Bernhard III van Saksen was toegewezen, steunden de Bardowickers, die zich economisch door Hendrik de Leeuw benadeeld wisten, hun nieuwe heer, ook toen er tussen aanhangers van Bernhard III en Hendrik oorlog was uitgebroken. In 1182 weigerden de inwoners van de stad aan Hendrik de toegang tot Bardowick, wat bij deze kwaad bloed zette. Bardowick werd op de kerk na vernietigd in 1189 in de strijd tussen hertog Hendrik de Leeuw en de Keizer Frederik I Barbarossa. Door de opkomst van Lübeck tot de belangrijkste handelsstad in het Baltische gebied viel de plaats, zelfs na de wederopbouw, terug in onbeduidendheid. Wel werd in de 12e eeuw door de stad Lüneburg nog een leprozerie in Bardowick gebouwd, de Nikolaihof, die later een oude-liedenhuis werd, en, met inbegrip van de 14e-eeuwse kapel, nog steeds bestaat.
In 1371 werd de plaats door een grote stadsbrand nogmaals grotendeels verwoest. Bardowick bleef tot en met de 14e eeuw een dorp met boeren, die groenten voor de markt van het naburige Lüneburg verbouwden, en wordt sinds de 15e eeuw een Flecken (vlek) genoemd. In 1543 werd Bardowick, als uitvloeisel van de Reformatie, evangelisch-luthers.
In de Dertigjarige Oorlog (1618-1648) had Bardowick veel te lijden, vooral door toedoen van doortrekkende, plunderende soldaten. Deense troepen staken de plaats in 1626 en in 1627 twee maal in brand.
Na de Tweede Wereldoorlog werd Bardowick op last van de geallieerden van 19 mei 1945 tot 29 maart 1946 een tijdelijk woonoord voor Poolse gedeporteerden en krijgsgevangenen. Gedurende deze periode waren de Duitse inwoners van Bardowick tijdelijk zelf gedeporteerd.
In de 20e eeuw ontwikkelde Bardowick zich geleidelijk tot een noordelijke voorstad van Lüneburg. De woonbebouwing van beide steden is aaneengegroeid.

## Sagenrondom de val van Bardowick in 1189

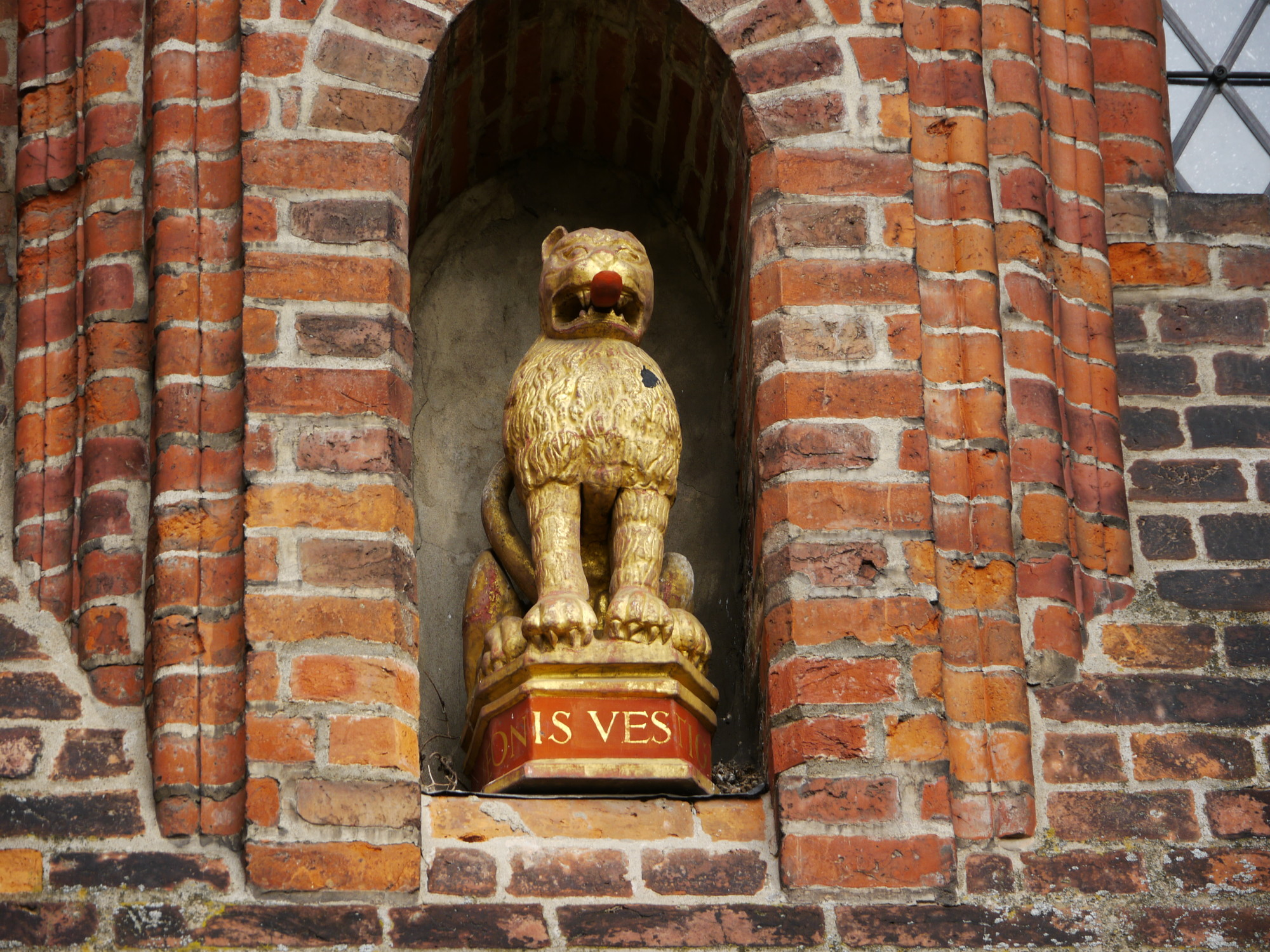
Leeuwenkop in de Dom van Bardowick
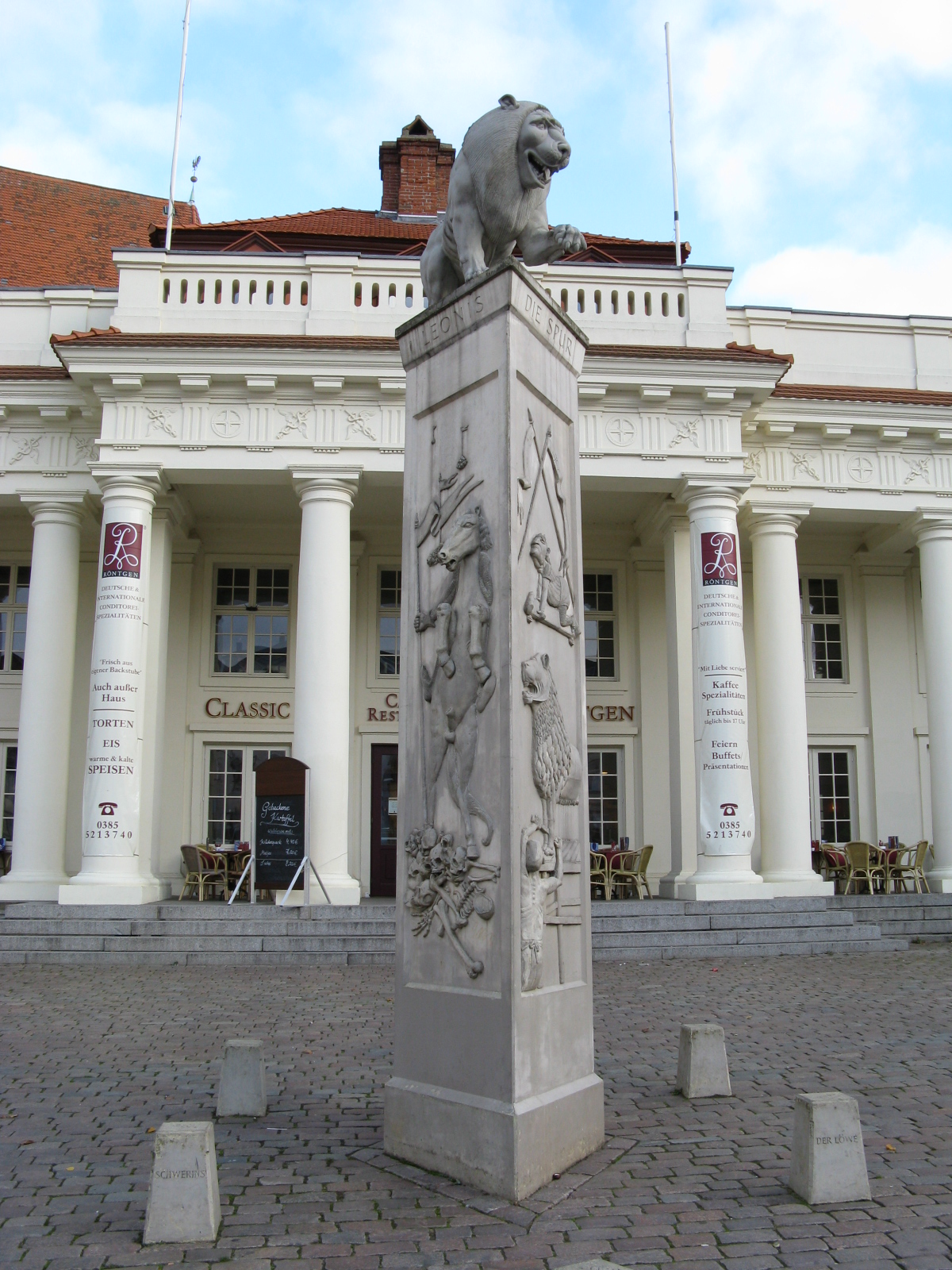
Leeuwenmonument Schwerin
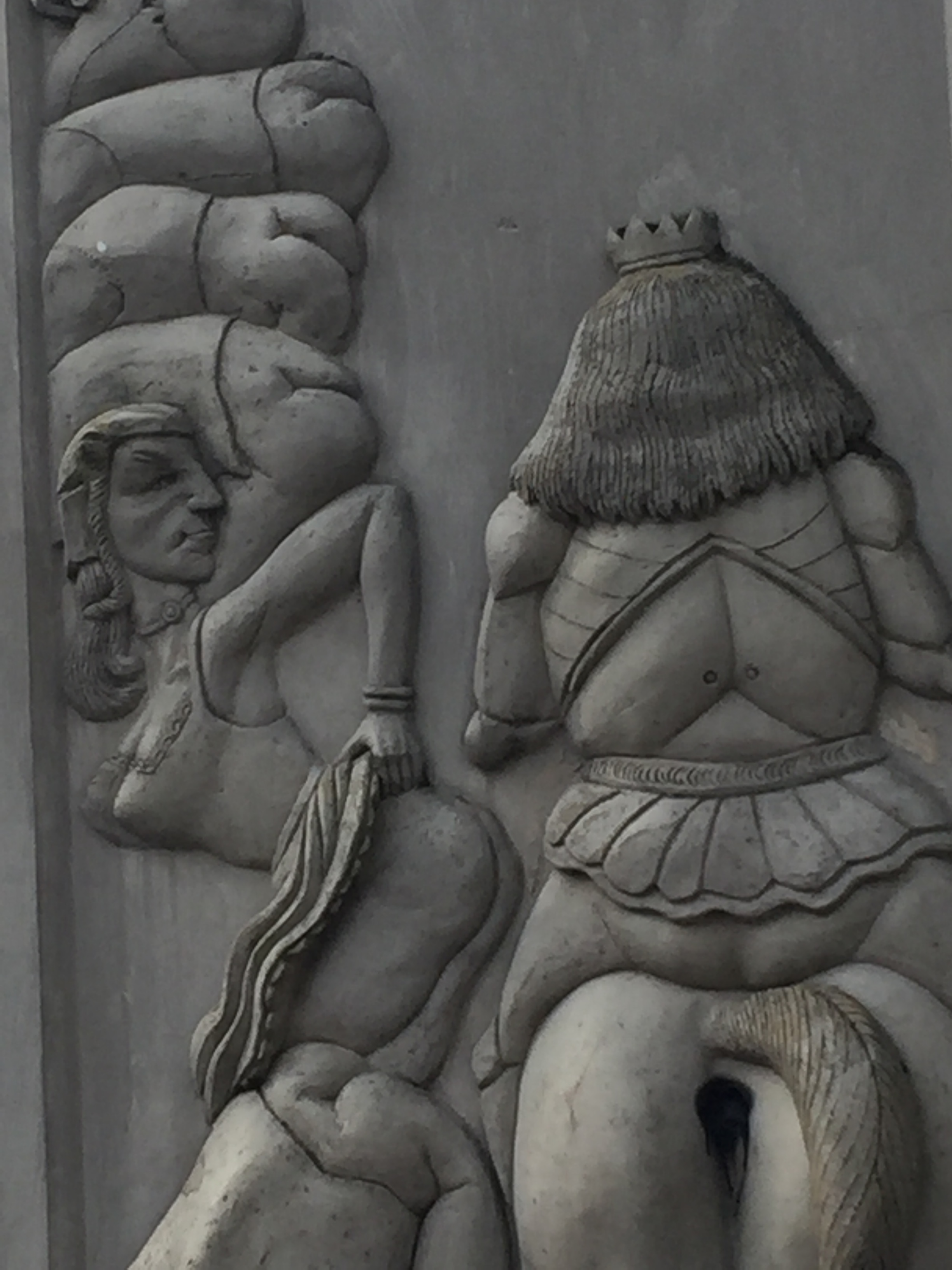
Detail van dit monument met de Bardowicker Gesäßhuldigung

In de Dom van Bardowick is omstreeks 1487 een beeldje van een grommende leeuw aangebracht, gemaakt van met een laag verguld lood omhuld hout. Eronder is, waarschijnlijk in de 18e eeuw, de tekst VESTIGIUM LEONIS (Leeuwenspoor) aangebracht. In de 19e eeuw ontstonden hierover verhalen, volgens welke Hendrik de Leeuw eind oktober 1189, toen hij met zijn troepen Bardowick belegerd, ingenomen en daarna op de kerk na verwoest had, dit beeldje als blijvende herinnering aan zijn wraakneming had laten aanbrengen.
Deze wraakneming slaat op het feit, dat de Bardowickers in 1182 Hendrik, die op de heenweg naar zijn ballingsoord was, de toegang tot de stad hadden geweigerd. De stedelingen waren boos op Hendrik, omdat deze Lübeck sterk had bevoordeeld, een stad die Bardowick in o.a. de zouthandel wegconcurreerde. Volgens een andere sage (Bardowicker Gesäßhuldigung) zouden de Bardowickers bij de doortocht van Hendrik en zijn gevolg conform de etiquette netjes voor de vorst gebogen hebben, maar met de rug naar Hendrik de Leeuw toe en met ontbloting van hun achterwerk (Duits: Gesäß), een diepe belediging (vergelijk: moonen). Des te meer reden voor Hendrik om zeven jaar later gruwelijk wraak te nemen.
In 2005 werd, ter gelegenheid van de 800-jarige sterfdag van Hendrik de Leeuw op het marktplein in de door hem gestichte stad Schwerin een met een leeuwenfiguur gekroonde zuil voor Hendrik opgericht. Het monument was gemaakt door de in 1947 geboren beeldhouwer Peter Lenk, die beroemd en berucht is door het vaak provocatieve karakter van zijn sculpturen. Ook de anekdote van de Bardowicker Gesäßhuldigung is er duidelijk op te zien. Lenk wilde ermee tot uitdrukking brengen, dat Hendrik de Leeuw een omstreden heerser was, die niet alleen steden had gesticht, maar ook verwoest. Na de nodige controverses over dit vermeend te obscene kunstwerk vond de meerderheid van de Schweriner burgers uiteindelijk, dat dit beeld moest blijven staan, en het is tegenwoordig een toeristische attractie in die stad.

## Afbeeldingen

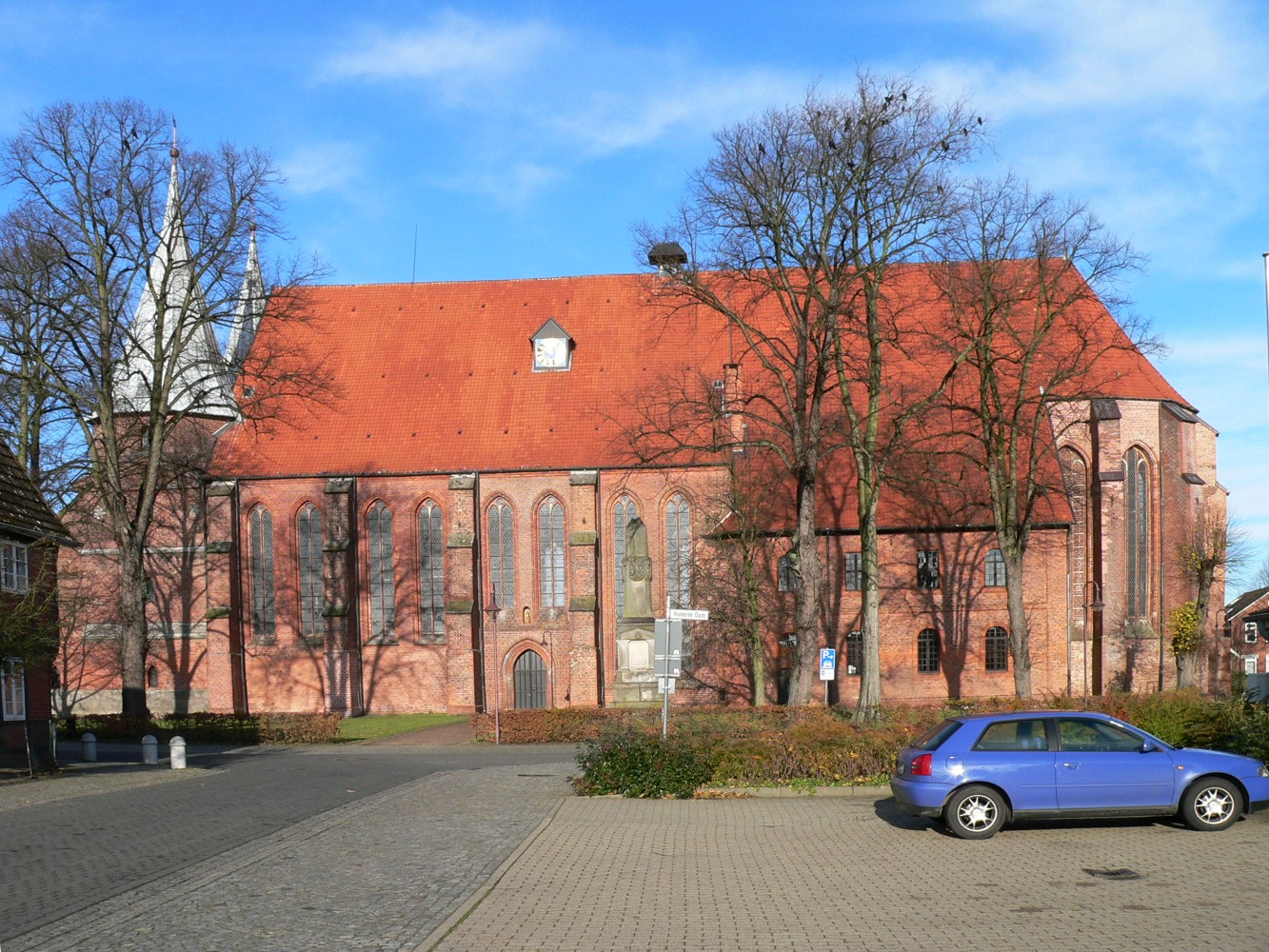
Dom van Bardowick
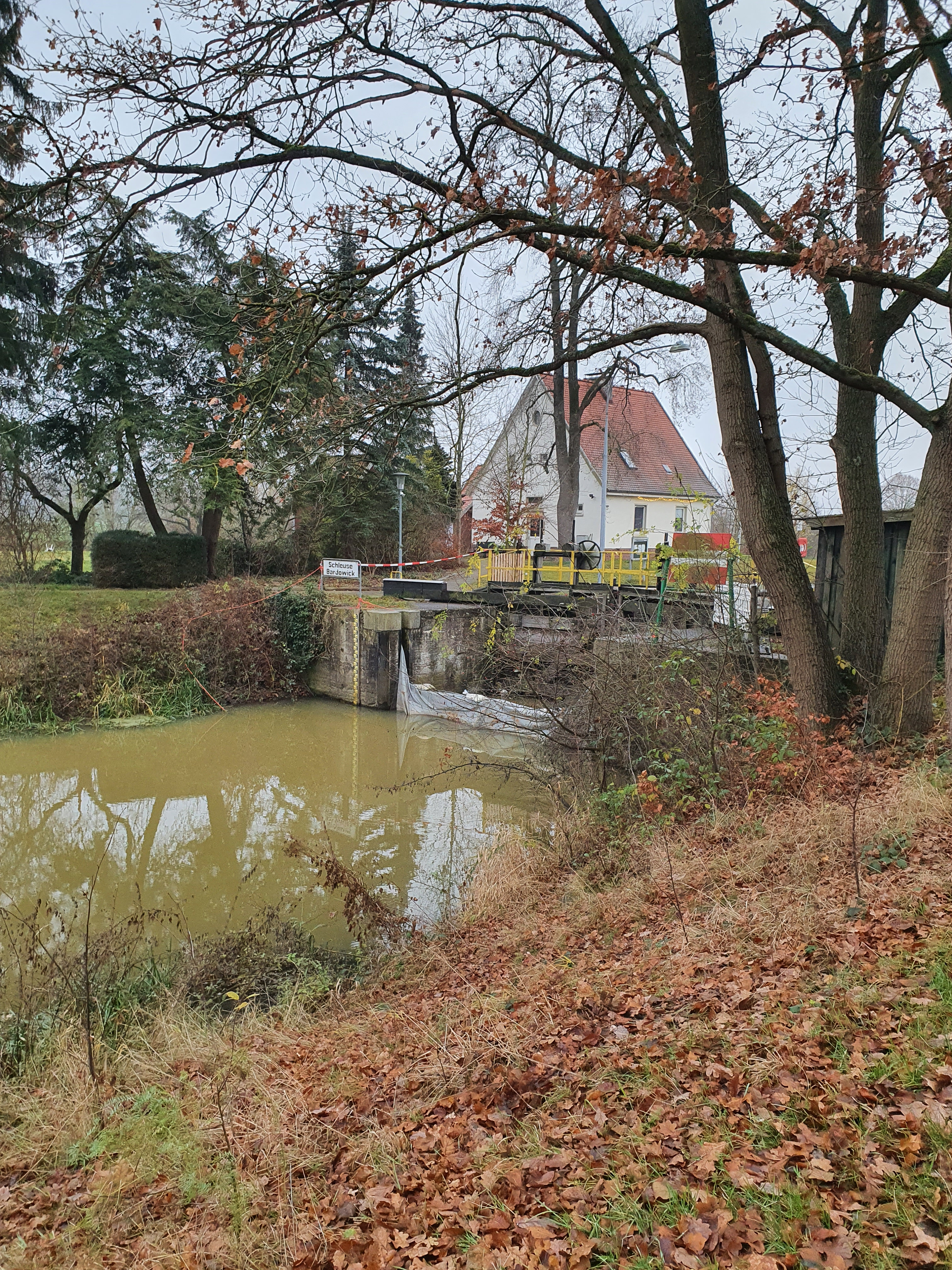
Sluisje in de Ilmenau te Bardowick
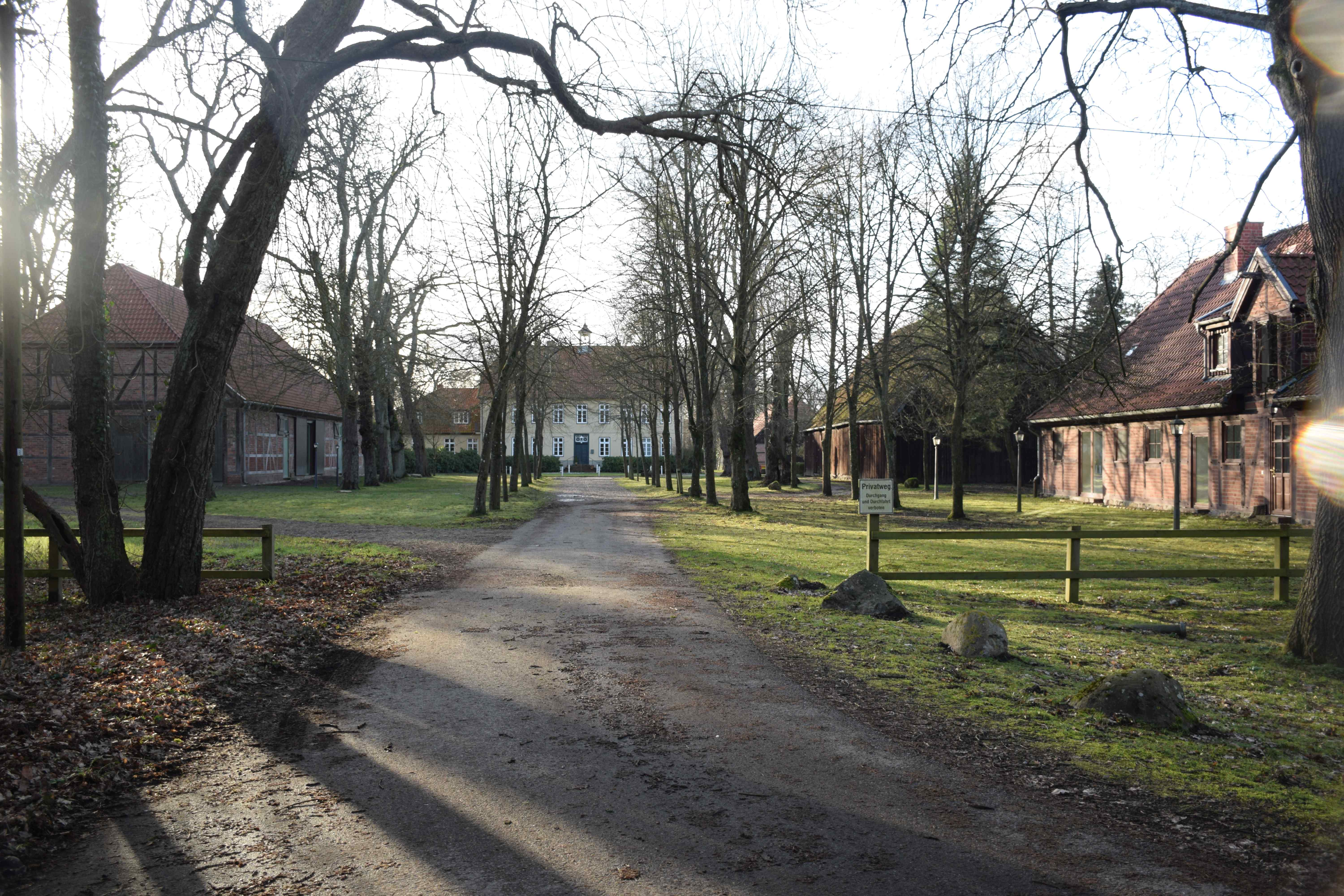
Landgoed Vrestorf ten oosten van Bardowick (particulier bezit, niet te bezichtigen)
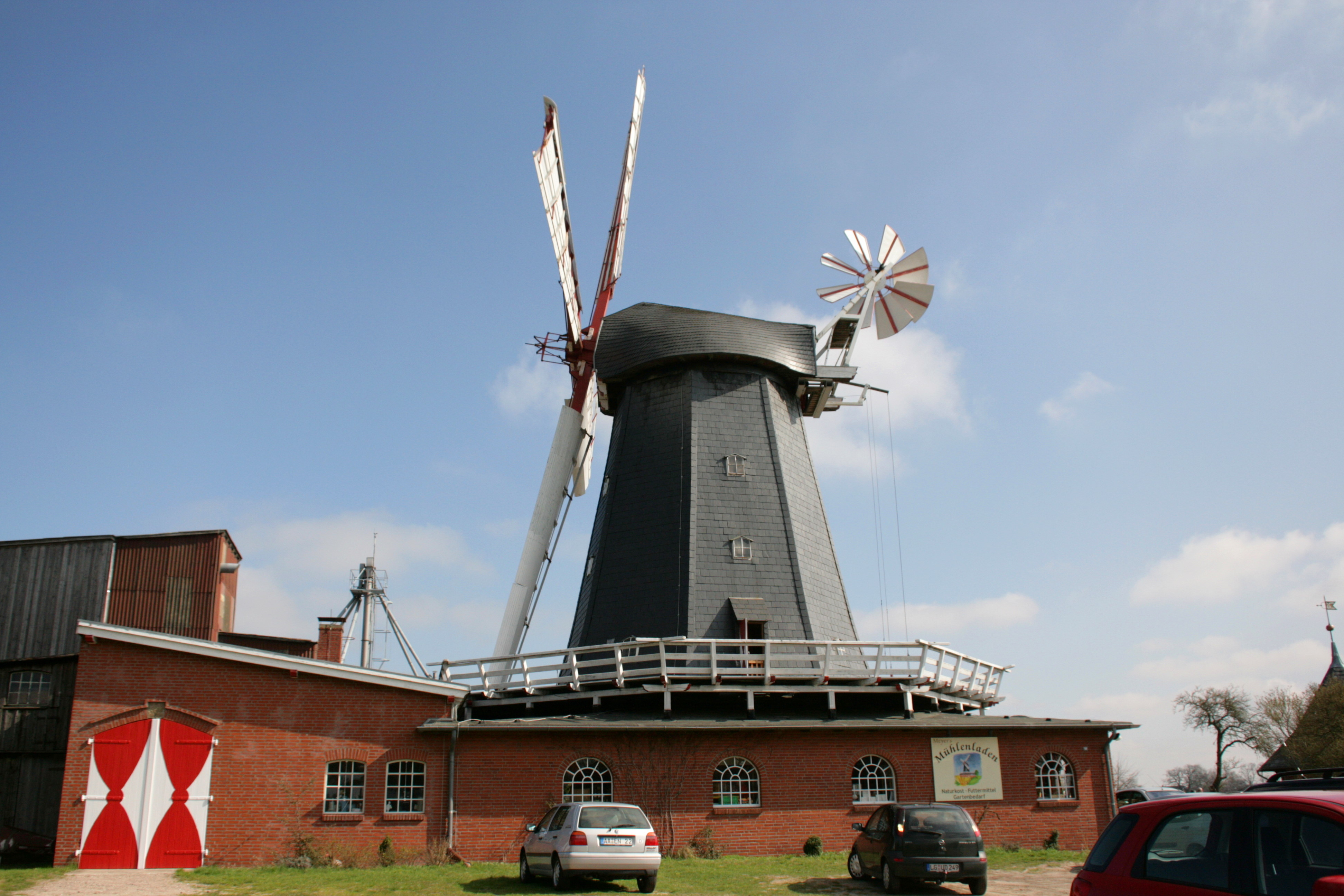
Molen van Bardowick (1813, type achtkante bovenkruier)

- Gemeinsame Normdatei: 4004508-0
- Library of Congress Control Number: n82017716
- MusicBrainz: 77ab53a7-ad24-4afa-9654-82f6b714093b
- Nationale Bibliotheek van Israël: 987007555003605171
- Virtual International Authority File: 150114184
- WorldCat: E39PBJdMfPvyVJf9c4FQFPwcT3

Adendorf · 
Amelinghausen · 
Amt Neuhaus · 
Artlenburg · 
Bardowick · 
Barendorf · 
Barnstedt · 
Barum · 
Betzendorf · 
Bleckede · 
Boitze · 
Brietlingen · 
Dahlem · 
Dahlenburg · 
Deutsch Evern · 
Echem · 
Embsen · 
Handorf · 
Hittbergen · 
Hohnstorf (Elbe) · 
Kirchgellersen · 
Lüdersburg · 
Lüneburg · 
Mechtersen · 
Melbeck · 
Nahrendorf · 
Neetze · 
Oldendorf (Luhe) · 
Radbruch · 
Rehlingen · 
Reinstorf · 
Reppenstedt · 
Rullstorf · 
Scharnebeck · 
Soderstorf · 
Südergellersen · 
Thomasburg · 
Tosterglope · 
Vastorf · 
Vögelsen · 
Wendisch Evern · 
Westergellersen · 
Wittorf